# Electromiografia
L'electromiografia (EMG) és una tècnica per a l'avaluació i el registre de l'activitat elèctrica produïda pels músculs esquelètics. L'EMG es realitza usant un instrument mèdic anomenat electromiògraf, que produeix un registre anomenat electromiograma. Un electromiògraf detecta la diferència de potencial elèctric que activa les cèl·lules musculars, quan aquestes són activades de forma neuronal o de forma elèctrica, els senyals poden ser analitzats per tal de detectar anormalitats i el nivell d'activació o analitzar la biomecànica del moviment humà o animal.

## Característiques elèctriques
La font elèctrica és el potencial de la membrana muscular de al voltant -70 mV, mesurant els rangs potencials d'EMG de menors a majors rangs entre 50 μV fins a 20 o 30 mV, depenent del múscul observat.
El rang típic de repetició d'una unitat motriu muscular és al voltant de 7–20 Hz depenent de la mida del múscul.

## Història
El primer material on apareix el EMG va ser en el treball de Francesco Redi el 1666. Redi descobrí un múscul molt especialitzat en la rajada elèctrica (un peix) que generava electricitat. El 1773, Walsh va demostrar que el teixit d'aquesta rajada podia generar una espurna elèctrica. El 1792, en una publicació titulada De Viribus Electricitatis in Motu Musculari Commentarius escrita per Luigi Galvani, l'autor demostrava que l'electricitat podia iniciar contraccions musculars. El primer registre real va ser fet per Marey el 1890, qui també va intoduir el terme electromiografia.
No va ser fins a mitjans de la dècada de 1980 quan les tècniques d'integració en electrodes van estar prou desenvolupades.

## Aplicacions de l'EMG
Els senyals de l'EMG són usats en moltes aplicacions clíniques i en biomedicina. L'EMG es fa servir com una eina per a diagnosticar malalties neuromusculars, i trastorns del control motor. Els senyals de l'EMG també s'usen per a desenvolupar pròtesis de mans, braços i extremitats inferiors.
Amb EMG també es detecta l'activitat muscular en els llocs on no es produeix moviment. Es pot reconèixer la parla d'una persona amb incapacitat per a produir veu mitjançant l'observació de l'activitat d'EMG, en els músculs associats amb la parla.